# Америкус (Канзас)
Америкус (енгл. Americus) град је у америчкој савезној држави Канзас.

## Демографија
По попису из 2010. године број становника је 894, што је 44 (-4,7%) становника мање него 2000. године.
| Група             | 2000.       | 2010.       |
| Белци             | 903 (96,3%) | 835 (93,4%) |
| Афроамериканци    | 3 (0,3%)    | 0 (0,0%)    |
| Азијати           | 1 (0,1%)    | 1 (0,1%)    |
| Хиспаноамериканци | 16 (1,7%)   | 37 (4,1%)   |
| Укупно            | 938         | 894         |